# Pro rege Deiotaro
Pro rege Deiotaro è un'orazione di Marco Tullio Cicerone. Pronunciata nel novembre del 45 a.C., è la terza e ultima delle orazioni tramandateci con il nome di Cesariane. Nel 46 a.C. Cicerone pronunciò, sempre al cospetto di Cesare, la Pro Marcello e la pro Ligario. 
L'obiettivo dell'orazione è la difesa di Deiotaro, re dalla Galazia orientale, accusato di aver tramato l'assassinio di Cesare nell'agosto del 47 a.C., quando lo aveva ospitato dopo la battaglia di Zela. 
La pro rege Deiotaro, con le altre due Cesariane, rappresenta il ritorno di Cicerone all'attività oratoria dopo un lungo periodo di silenzio, durante il quale si era dedicato all'attività letteraria. 
L'aggettivo di Cesariane non venne attribuito a queste tre orazioni dall'autore, ma dai grammatici di età medievale.

## Contesto storico

### Dopo la guerra civile
Dopo la battaglia di Farsalo, Cicerone, fermatosi a Brindisi e ottenuto il perdono da parte di Cesare, fece ritorno a Roma il 7 o 8 ottobre, trovandosi a vivere in una contingenza storica particolarmente difficile e umiliante. 
L'allontanamento dalla vita politica fu inevitabile e le lettere ad Attico ci testimoniano gli stati d'animo che caratterizzarono questo periodo della sua vita. Escluso dall'attività pubblica, l'oratore si concentrò sull'attività letteraria, inaugurando un periodo intensamente produttivo che si protrasse fino alla fine del 44 a.C. In questi anni compose trattati come il Brutus, l’Orator, il De Finibus e il De Amicitia; tutte opere dal carattere fortemente consolatorio per un momento che lo costringeva a guardare la politica romana con distacco e pessimismo. Sedeva in Senato, ma non prendeva mai la parola. 
Il ritorno a Roma, però, fu anche caratterizzato dall'interessamento di Cicerone a favorire il rientro in Italia dei pompeiani che ancora vivevano in esilio. 
La causa degli esuli sanciva l'unione tra la clemenza cesariana e l'ideale di collaborazione tra le parti, indirizzata alla rifondazione dello Stato. Cicerone parteggiò per la causa di Trebiano, T. Ampio Balbo, A. Manlio Torquato, per il filosofo P. Nigidio Figulo e A. Cecina.
Nel settembre del 46 a.C. scrisse tre lettere a Marco Marcello, esule volontario a Mitilene, per convincerlo a tornare, promettendogli il suo aiuto. Sempre allo stesso anno è ascrivibile l'impegno con cui Cicerone difese e ottenne il perdono di Cesare per Quinto Ligario.

### Gli avvenimenti del 45 a.C.
La definitiva vittoria di Cesare a Munda aveva rinnovato l'interesse di Cicerone per gli avvenimenti politici. Nel maggio del 45, scrisse a Cesare una lettera di consigli. Di questa abbiamo notizia in una epistola ad Attico del 9 maggio. Lo stesso amico ne aveva incoraggiato la stesura, oltre ad invitare continuamente Cicerone a riprendere l'attività pubblica. La lettera era già pronta il 13 maggio, scritta in un solo giorno. Il contenuto, dal quale siamo informati dalla corrispondenza dell'oratore, invitava Cesare a rinsaldare la basi della Repubblica, facendone una priorità sui progetti militari contro i Parti.
Tuttavia, la censura operata da Balbo e Oppio, con le modifiche che gli suggerirono, lo convinsero che l'assetto assolutistico dello Stato stava ormai diventando insuperabile. 
In quello stesso anno alle difficoltà politiche si aggiunsero anche alcuni eventi traumatici che toccarono la famiglia di Cicerone. All'inizio del 45, sua figlia Tullia, anche se già divorziata da Dolabella, diede alla luce un bambino che morì poco dopo il parto, mentre la stessa Tullia morì nel mese di febbraio. Il dolore di Cicerone fu inconsolabile, al punto da riversarsi contro Publilia, la sua seconda giovane moglie, dalla quale divorziò dopo un breve matrimonio. A tediarlo contribuirono anche le incomprensioni con il figlio Marco e il fratello Quinto, entrambi cesariani. 
La situazione politica, intanto, peggiorava. Cicerone assisteva impotente allo scompaginamento dell'assetto repubblicano, sostituito dall'instaurarsi del regime monarchico di Cesare. Egli, dopo la vittoria in Spagna, tornato in Italia non si preoccupò di dimostrare che la forma di governo rimasta in vigore durante la guerra civile sarebbe stata superata in favore di un ripristino della Repubblica. Un eccesso di onori, statue e insegne regie, dimostrarono a Cicerone che le antiche istituzioni erano sempre più irrecuperabili e che la realizzazione della concordia morale e civile, che aveva perseguito con la causa degli esuli, era inattuabile.
Dopo la battaglia di Munda, lasciata la Spagna, Cesare fece ritorno nel Lazio, fermandosi nella sua villa di Labico prima di tornare a Roma. Nei primi giorni dell'Ottobre del 45 a. C., ricongiuntosi con i suoi legionari, Cesare celebrò il quinto trionfo sulla Spagna. Dopo una sfarzosa sfilata, il popolo fu omaggiato con due banchetti, nei quali furono utilizzati quattro tipi diversi di vino, mente nei rioni della città furono allestiti spettacoli teatrali in diverse lingue. Al centro della città, invece, si svolse un concorso di mimi vinto da Publio Sirio. 
Dopo queste manifestazioni, il 13 ottobre fu celebrato un altro trionfo in onore di Q. Fabio Massimo, sempre per la Spagna, ed un altro il 13 dicembre per il proconsole Q. Pedio. Tutti questi avvenimenti furono accompagnati da una supplicazione durata 50 giorni per ringraziare gli Dei. 
La guerra di Munda, terminata il 21 aprile, lo stesso giorno della Parilia anniversario della fondazione di Roma, fece di Cesare il nuovo Pater Patriae, determinando la sua ripresa dell'istituzione monarchica.
Di fronte a questo nuovo corso di eventi, rifugiatosi in un altro esilio dalla politica, l'Arpinate fu richiamato all'attività di oratore per difendere la causa di Deiotaro, re della Galazia orientale, nel novembre del 45 a. C. L'orazione deve quindi, essere inserita nel contesto del sovvertimento costituzionale della Repubblica, in uno spazio privo delle libertà, specialmente del liber loqui (libertà di parola), di cui Cicerone aveva goduto in precedenza, in un momento in cui è aggrappato alla composizione delle opere filosofiche e al ricordo del suo celebre passato.

## L'occasione dell'orazione
Castore, figlio dell'omonimo Castore Tarcondario assassinato da Deiotaro per il possesso dei suoi territori, giunto a Roma per supplicare Cesare di restituirgli le terre che gli spettavano legittimamente, accusò il nonno materno di aver tentato l'assassinio di Cesare nel 47 a.C., quando lo ospitò dopo la battaglia di Zela. L'accusa, gravissima, fu poi confermata da Fidippo, medico del re, probabilmente corrotto dal primo accusatore. 
Il processo si tenne nel novembre del 45 a. C. in casa di Cesare, in quell'occasione giudice e parte lesa, com'era già avvenuto per la causa contro Ligario. 
L'obbiettivo di Castore era quello di screditare Deiotaro agli occhi di Cesare e dei romani, per impossessarsi dei possedimenti paterni. D'altra parte, gli ambasciatori di Deiotaro affidarono la causa a Cicerone, premendo sul rapporto di amicizia e i doveri di riconoscenza che legavano l'oratore al tetrarca. 
Nonostante la difesa di Cicerone, Cesare non espresse una sentenza definitiva, volendo lasciare sospeso il giudizio fino al suo ritorno dall'Asia, per servirsi proprio dell'alleanza dei Galati nella campagna contro i Parti.

## Contenuti dell'orazione
La pro rege Deiotaro ha inizio con l'esternazione, da parte di Cicerone, della perdita della libertà d'espressione e con la descrizione del depauperamento del patrimonio giuridico di Roma; tutte caratteristiche che determinano il timore delle sue parole. 
La difesa di Deiotaro, infatti, non può non iniziare dal registrare l'anomalia e l'assurdità delle circostanze nelle quali si svolge il processo, riflettendo in questo contesto il sovvertimento delle istituzioni operato da Cesare. 
Le condizioni di eccezionalità sono individuabili, innanzitutto, nel giudizio affidato al solo arbitrio del tiranno e nella novità di un'accusa lanciata contro un Re; non riconoscendo una dignità regale conferita dal senato romano. E ancora, al cospetto di Cesare si consuma un altro sfaldamento delle tradizioni repubblicane, ammettendo nell'accusa la testimonianza di uno schiavo, vietata dall'ordinamento giuridico repubblicano. Proprio Fidippo, medico del re, rappresenta la particolarità di un'accusa che l'oratore accoglie e giudica con incredulità, insinuando nel suo giudizio la stoltezza di chiunque abbia potuto credervi. Lo schiavo, con l'accusatore ufficiale, Castore, diventano, all'interno dell'orazione, espedienti retorici per indirizzare, quasi senza filtri, accuse e polemiche contro Cesare. 
Proseguendo, l'argomentazione di Cicerone insiste particolarmente sulla stranezza del luogo, la dimora privata di Cesare, e sul suo stesso ruolo di giudice e parte lesa. L'Arpinate rimpiange il Foro, la presenza del popolo a cui un oratore poteva rivolgersi e riconosce a fatica una giustizia dipendente dal volere di un solo uomo. 
Nella pro rege Deiotaro, sotto il velo dell'ironia, sono ben riconoscibili le accuse lanciate contro Cesare. Fingendo di dimenticare l'amicizia e l'alleanza del tetrarca con Pompeo e riducendo l'atteggiamento di Deiotaro ad una trascurabile colpa, Cesare viene tacciato di ingratitudine. Per prima, Cicerone ricorda l'alleanza, anche se tardiva, che il re della Galazia ha stretto con il vincitore di Pompeo, per poi richiamare l'ospitalità di cui Cesare poté beneficiare dopo la battaglia di Zela. Atti di deferenza a cui Cesare aveva risposto con la confisca della Piccola Armenia e di altri territori, rendendo di fatto nullo e solo formale il titolo di re.
All'accusa di ingratitudine segue quella di intemperanza. Essa si manifesta nell'aver ridotto un processo ad una questione privata, nell'oltraggio alle tradizioni repubblicane, nel delirio cesariano di potenza. Gli innumerevoli trionfi, lo sfarzo, l'eccesso nell'autocelebrazione ne erano un chiaro esempio. Atteggiamenti invisi ai romani, che pur avendo delegato a Cesare un potere quasi regale ne rifiutavano i simboli. 
Al motivo dell'intemperanza si legano infatti, le pretese regali. La collocazione di una statua di Cesare tra quelle dei sette re sul Campidoglio e di un'altra sui rostri del Foro. Atteggiamenti tirannici che gli costarono momenti di impopolarità, come il non ricevere l'applauso dal popolo in teatro. Tutti episodi la cui diffusione Castore attribuisce a Blesamio, ambasciatore di Deiotaro a Roma, e che Cicerone tenta di svilire dichiarandoli chiacchiericcio, insinuando però, con ironia, l'esistenza di un malcontento popolare. Un passaggio questo, nel quale Cicerone sembra porsi come una specie di portavoce dell'opinione popolare, dando per certa l'esistenza di un ampio margine popolare anticesariano.
A questo corpus di accuse, Cicerone accompagna un palese elogio di Pompeo. L'Arpinate ne enuclea la grandezza, la fama, i meriti e la gloria. Nel difendere Deiotaro, l'oratore difende la giustezza della causa pompeiana, la stessa causa del Senato, seguita da tutti i migliori, causa a cui lo stesso tetrarca, alleato di Roma, fu chiamato a rispondere con lealtà. Come obbligo morale per l'amicizia con Pompeo. Nell'appassionata rievocazione dei motivi pompeiani, trovano spazio anche memorie autobiografiche dell'oratore, la sua decisione, tardiva, di seguire Pompeo, l'incertezza dopo la battaglia di Farsalo e la riconciliazione con Cesare.
Il ricordo di Pompeo è funzionale anche alla descrizione delle qualità di Deiotaro. Il tetrarca si identifica con la legalità, la tradizione e il senato. Il ritratto ciceroniano ridisegna la personalità del suo assistito e produce un'immagine nuova, differente dalle fonti storiche. Il re della Galazia, infatti, era un uomo privo di scrupoli, mutava schieramento politico per conservare beni e potere, spietato anche nei confronti dei suoi stessi familiari. Per ampliare i suoi possedimenti assassinò il re dei Tectosagi, suo genero Castore Tarcondario, senza risparmiare neppure la sua stessa figlia. 
L'oratore, dimentico di tutti questi avvenimenti, elogia l'attaccamento di Deiotaro all'istituzione del senato, esaltandone anche una serie di virtù private. Il tetrarca, dalle parole di Cicerone, appare un virtuosissimo della famiglia e dell'economia, un perfetto Pater Familias; un capace coltivatore e allevatore, oltre ad essere, nonostante ormai anziano, un abile soldato e cavallerizzo. Virtù e qualità elencate con l'obbiettivo di rifiutare le caratteristiche di Deiotaro attribuitegli da Castore, rendendole incredule e non plausibili; come anche l'accusa del tentato assassinio di Cesare.

## Stile
Il commento stilistico a questa orazione deve necessariamente confrontarsi con l'opinione dello stesso Cicerone. L'oratore, in una lettere a Dolabella che aveva chiesto una copia scritta della sua difesa, definisce l'orazione con termini perplessi e quasi negativi. 
La pro rege Deiotaro viene definita con oratiuncula, un termine che se nella maggior parte dell'uso ciceroniano definisce brevità e levità, per questa orazione assume connotazioni tutte dispregiative. Cicerone sembra volersi distanziare dalla sua stessa opera, metterla da parte, rifiutarla per la scarsa importanza del contenuto; forse per l'imbarazzo proveniente dal difendere un personaggio fortemente contraddittorio, ex pompeiano e omicida. 
In realtà lo stile della pro rege Deiotaro è perfettamente coerente con tutte le altre prove dell'oratoria ciceroniana.